# Oscar Bally

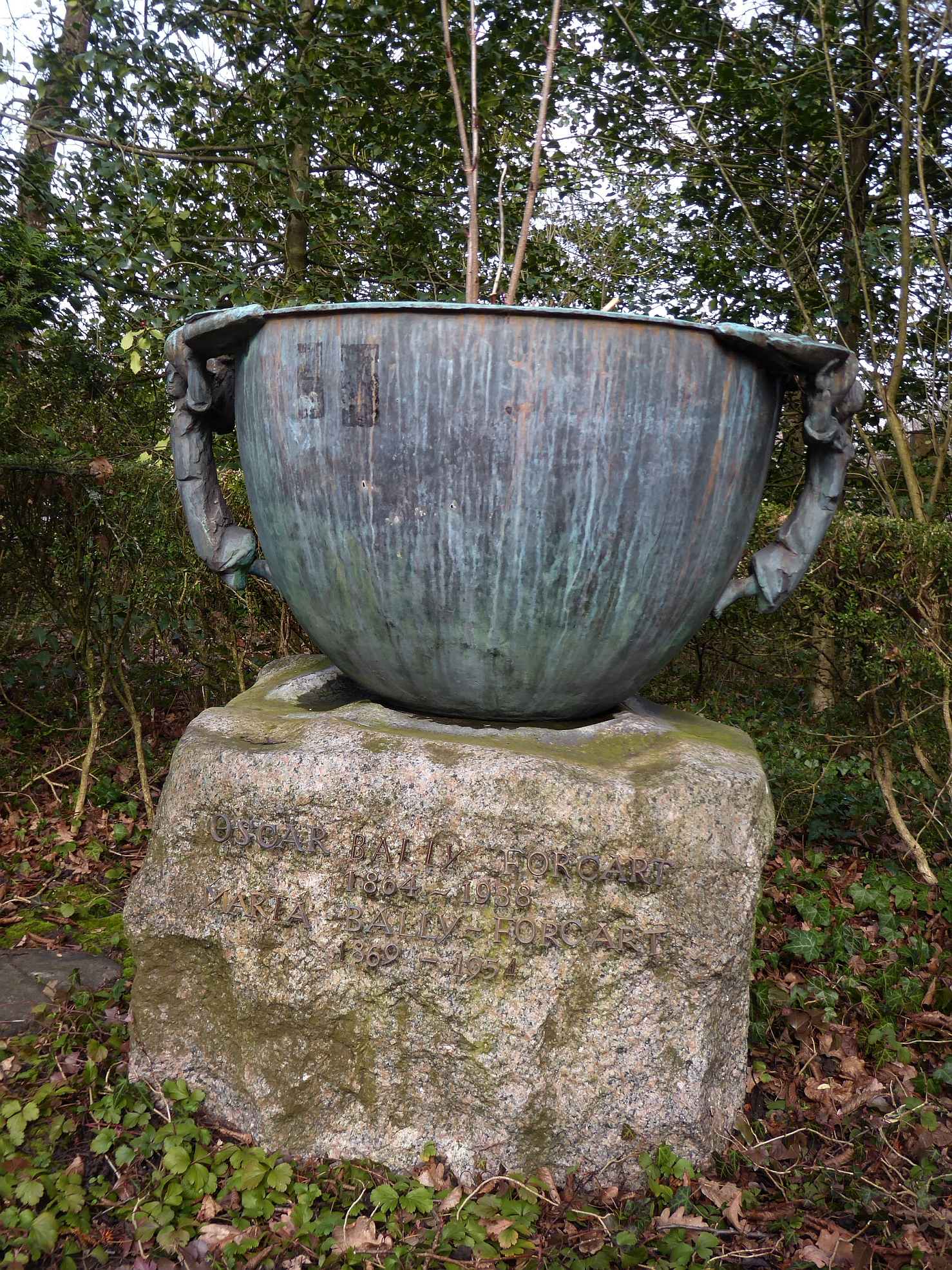
Familiengrab auf dem Friedhof am Hörnli, Riehen, Basel-Stadt

Oscar Otto Gustav Bally-Forcart (* 14. August 1864; † 13. Juni 1938) war ein Schweizer Unternehmer und Gründer des Schweizer Nahrungsmittelherstellers Haco.

## Leben
Oscar Bally war ein Sohn von Gustav Bally (1827–1913) und ein Neffe von Carl Franz Bally, dem Gründer der Bally-Schuhfabriken. Er hat die Chem. Abtlg. der ETH Zürich von 1883/86 absolviert und anschliessend bei Arthur Hantzsch doktoriert. Danach arbeitete er als Chemiker und Abtlg.-Vorstand bei der Badischen Anilin- und Sodafabrik in Ludwigshafen. Am 7. Februar 1893 heiratete er die aus Basel stammende Martha Forcart (1869–1954). Das Ehepaar hatte vier Söhne; Gustav (1893–1966), Peter (1895–1980), Oscar (1896–1973) und Rolf (1900–?). Haco ist heute eine Aktiengesellschaft, die Mehrheitsanteilseigner der Aktionäre sind Nachkommen der Gründer.
Nach Oscar Bally und Roland Scholl ist die Bally-Scholl-Reaktion benannt, welche die Synthese von Benzanthron aus Anthrachinon beschreibt.